# Самоубийство Келли Йеманс
Самоубийство Келли Йеманс, 13-летней девочки из английского Дерби, широко освещалось в прессе и вызвало бурю возмущения среди читательской аудитории вопиющими фактами психологического насилия, которому порой подвергаются дети в английских школах.

## Келли Йеманс
О Келли Йеманс люди отзывались как о дружелюбной и спокойной девочке, она была неконфликтной и старалась всегда помочь, когда её об этом просили. Она пела в хоре Армии Спасения и помогала пожилым. Она также очень любила свою семью, по словам её матери, накануне самоубийства Келли сказала: «Это не имеет отношения к тебе, папа, не имеет отношения к тебе, мама, и не имеет отношения к тебе, Сара (её сестра). Но с меня хватит, я собираюсь устроить себе передозировку». В те дни задиры держали семью Йеманс буквально в осаде, приходя каждый вечер, чтобы закидывать их дом маслом и яйцами.

## Травля
Келли подвергалась систематическим насмешкам и унижениям в течение нескольких лет. Одноклассники считали её толстой, непривлекательной и немодной. Из дневника Келли известно, что её жизнь превратилась в настоящую ежедневную пытку: она не возвращалась из школы вместе с одноклассниками, стараясь ускользнуть окольными путями, заканчивала переодеваться к урокам физкультуры позже всех, чтобы никто её не видел. Её форму бросали в мусорный бак, царапали карандашами спину. Она с ужасом ждала утра каждого нового школьного дня. Мама Келли более 30 раз обращалась с жалобами в администрацию школы, но никаких мер предпринято не было.

## Самоубийство
Келли приняла смертельную дозу лекарств и скончалась до наступления утра 28 сентября 1997 года. Джек Брюс, бывший басист группы Cream, посвятил девочке песню «Блюз Келли», она вышла в 2003 году.

## Дополнительные материалы
- Что делает одного ребенка агрессором, а другого жертвой? BBC (3 марта 1998). Дата обращения: 16 июня 2013.